# Val-de-Mercy
Val-de-Mercy is een gemeente in het Franse departement Yonne (regio Bourgogne-Franche-Comté) en telt 369 inwoners (1999). De plaats maakt deel uit van het arrondissement Auxerre.

## Geografie
De oppervlakte van Val-de-Mercy bedraagt 13,4 km², de bevolkingsdichtheid is 27,5 inwoners per km².
De onderstaande kaart toont de ligging van Val-de-Mercy met de belangrijkste infrastructuur en aangrenzende gemeenten.

## Demografie
Onderstaande figuur toont het verloop van het inwonertal (bron: INSEE-tellingen).